# Weihnachtsinsel-Spitzmaus
Die Weihnachtsinsel-Spitzmaus (Crocidura trichura) ist eine vermutlich ausgestorbene Spitzmaus aus der Gattung der Weißzahnspitzmäuse. Sie kam auf der Weihnachtsinsel vor.

## Merkmale
Die Weihnachtsinsel-Spitzmaus erreichte eine Kopf-Rumpf-Länge von 65 bis 82 mm, eine Schwanzlänge von 63 bis 75 mm, eine Hinterfußlänge von 13 bis 17 mm und ein Gewicht von 4,5 bis 6,0 Gramm. Das dicht behaarte Fell war hell- oder rötlichbraun bis dunkelgrau. 

## Lebensweise
Die Weihnachtsinsel-Spitzmaus war ein Regenwaldbewohner. Sie lebte in Felslöchern oder unter Baumwurzeln und ernährte sich hauptsächlich von Käfern. In der Nacht ertönte ein schriller, quietschender Ruf, der schon von weitem zu hören war.

## Bestand und Gefährdung
Bei ihrer Entdeckung in den 1880er-Jahren wurde die Weihnachtsinsel-Spitzmaus als häufig und weitverbreitet beschrieben. Dies änderte sich jedoch, als Ende des 19. Jahrhunderts die Wälder auf der Weihnachtsinsel gerodet wurden. Mit den Siedlern kamen Hausratten auf die Insel, die den Trypanosomen-Erreger einschleppten. Die Trypanosomen gelten als Hauptursache für das Aussterben der Maclear-Ratte und der Weihnachtsinsel-Ratte, und auch die Weihnachtsinsel-Spitzmaus wurde ab 1908 für ausgestorben gehalten. Von einer unbestätigten Sichtung im Jahre 1958 abgesehen, kam es 1985 zur Wiederentdeckung. Zwei Exemplare wurden gefangen, die jedoch kurze Zeit später verendeten. Zwischen 1996 und 1998 soll es mehrere unbestätigte Sichtungen gegeben haben. Bei intensiven Suchexpeditionen im Jahre 2000 konnte jedoch kein Exemplar mehr nachgewiesen werden. Das Verschwinden dieser Spitzmaus in jüngster Zeit könnte mit der Ausbreitung der Gelben Spinnerameise (Anoplolepis gracilipes) in Zusammenhang stehen, die für viele Tierarten auf der Weihnachtsinsel eine tödliche Bedrohung darstellt. Die IUCN stuft die Art in die Kategorie „vom Aussterben bedroht (vermutlich ausgestorben)“ (critically endangered (possibly extinct)) ein.

## Systematik
Die Weihnachtsinsel-Spitzmaus wurde zeitweise als Unterart der Wimpernspitzmaus (Crocidura attenuata) beziehungsweise der Südostasiatischen Spitzmaus (Crocidura fuliginosa) betrachtet. Morphologische Unterschiede zwischen den Taxa und die weiten Entfernungen zwischen den Verbreitungsgebieten deuten jedoch eher auf eine eigenständige Art hin.